# Księże Pole
Księże Pole (niem. Knispel, cz. Kněží Pole) – wieś w Polsce położona w województwie opolskim, w powiecie głubczyckim, w gminie Baborów.

## Nazwa
Miejscowość została zanotowana w roku 1220 jako Kneispole, Knesopole oraz Knesepole, w 1250 jako Cnespole, w 1261 Kennespole, 1265 Knespol. Nazwa miejscowości oznacza literalnie własność księcia lub księdza.

## Historia
Historycznie miejscowość leży na tzw. polskich Morawach, czyli na obszarze dawnej diecezji ołomunieckiej. Po raz pierwszy wzmiankowana w 1220 roku miejscowość pierwotnie należała do Margrabstwa Moraw, nawet po wydzieleniu z niego księstwa opawskiego, które to co najmniej od końca XV wieku było już uważane za część Górnego Śląska, jednak miejscowość pozostała częścią Moraw jako część kietrzańskiej enklawy na Śląsku.
Po wojnach śląskich znalazła się w granicach Prus i powiatu głubczyckiego. Pierwotnie była zamieszkana przez tzw. Morawców, jeszcze w XVII wieku językiem kazań był język morawski (gwary laskie), na początku XX wieku była już niemieckojęzyczna. W granicach Polski od końca II wojny światowej. Po drugiej wojnie światowej Morawców uznano za ludność polską i pozwolono im pozostać. Po 1956 nastąpiła fala emigracji do Niemiec.
W latach 1975–1998 miejscowość administracyjnie należała do ówczesnego województwa opolskiego.

## Zabytki
Do wojewódzkiego rejestru zabytków wpisany jest:
- kościół par. pw. św. Bartłomieja, z l. 1756-63, 1906 r., wypis z księgi rejestru.